# Schismus
Schismus és un gènere de plantes de la família de les poàcies, ordre de les poals, subclasse de les commelínides, classe de les liliòpsides, divisió dels magnoliofitins.

## Taxonomia
- Schismus barbatus (L.) Thell.
- Schismus calycinus (Loefl.) K. Koch